# Mohsen Taasha Wahidi
Mohsen Taasha Wahidi (* 1991 in Kabul) ist ein afghanischer Maler.

## Leben und Werk
Mohsen Taasha Wahidi (Geburtsname: Mohsin Mohammad Kazim) legte den Bachelor an der Beaconhouse National University in Lahore ab und war Teilnehmer von Künstlerworkshops bei Khadim Ali und Shir Ali.
Zu seiner Arbeit äußert sich Taasha Wahidi wie folgt: „Soziale und politische Fragen bestimmen meine Arbeit. In meinem Land herrschen Unrecht, Stammeskonflikte und Unterdrückung von Minderheiten. Ich zeige eine Welt, in der alle unter Unterdrückung und Ungerechtigkeit leiden. Ich achte vor allem auf Zeit, Eleganz und Einfachheit und strebe nach einzigartiger Erkenntnis und Form. Im 21. Jahrhundert suche ich noch immer eine über Jahrhunderte verlorene Identität. Meine Identität, verloren in der Zeit, aber doch nicht sicher vor ihr.“
Taasha Wahidi kombiniert in seinen Bildern Persische Miniaturmalerei, Motive islamischer Mystik, Graffiti und Punk zu einem eigenen Stil.

## Ausstellungen (Auswahl)
- 2012: dOCUMENTA (13), Kassel
- 2013: Contemporary Art Fair, Beirut
- 2014: Memoriae Art Market Fair, Budapest
- 2014: Art Amongst War: Visual Culture in Afghanistan, Kuratorin: Deborah Sutton, New Jersey University, USA
- 2015: 56. Biennale di Venezia, Italien
- 2016: Beyond the curtain Theca Galerie, Mailand, Italien
- 2016: BA Degree Show, Beaconhouse National University, Lahore, Pakistan
- 2017: Niavaran-Palast, Teheran, Iran